# Golubinci
Golubinci (cyr. Голубинци) – wieś w Serbii, w Wojwodinie, w okręgu sremskim, w gminie Stara Pazova. W 2011 roku liczyła 4721 mieszkańców.